# RFC Seraing (1922)
RFC Seraing es un club de fútbol belga de la ciudad de Seraing en la provincia de Lieja. Está afiliado a la Real Asociación Belga de fútbol con el n.º de matrícula 167 y sus colores son el rojo y negro. Actualmente juega en la Segunda División.
El club ha estado compitiendo bajo su denominación actual desde 2015 con la matrícula 167, que pertenecía al Boussu Dour Borinage, pero tiene sus raíces en el RFC Sérésien, que tenía el n.º de matrícula 23.

## Historia
Seraing United juega desde 2014 con matrícula n.º 167, que pertenecía al club Boussu Dour Borinage de la ciudad de Boussu en la provincia de Henao, pero hunde sus raíces en el RFC Sérésien.
Seraing compitió con RFC Sérésien durante casi todo el siglo XX, afiliado con matrícula número 17. Ese club jugaba en divisiones nacionales desde los años 1920 y estuvo incluso en Primera División. Sin embargo desapareció en 1996 por problemas financieros.
En la zona otro antiguo club jugaba en las divisiones nacionales, Royale Union Liégeoise (RUL). RUL estaba afiliado a la KBVB con la matrícula 23 y estuvo activo como RFC Bressoux durante la mayor parte del siglo XX, hasta que adoptó el nombre RUL tras una fusión en 1992. Cuando desapareció RFC Sérésien, RUL se trasladó a las instalaciones en Seraing, cambió su nombre a Seraing RUL y se consideró el sucesor del desaparecido RFC Sérésien. En 2006, ese club modificó su nombre a RFC Sérésien y tomó la licencia original 17 del club desaparecido hacía diez años. 
Desde el traslado a Seraing, Seraing RUL, más tarde RFC Sérésien, había competido en divisiones nacionales, pero en 2012 descendieron a la Primera Provincial .
Desde 2013, RFC Sérésien (matrícula 23) es controlado por el club francés FC Metz. El club galo tenía la intención de jugar en la Segunda División lo más rápido posible. Sin embargo, la vía deportiva tardaría al menos tres campañas, por lo que se buscaba un club en divisiones altas cuya matrícula fuera comprada, para conseguir competir en un división superior lo antes posible.
Finalmente se encuentra un club de Segunda División, el Boussu Dour Borinage. Era un club de la provincia de Henao, que se había afiliado a la KBVB en 1922 con la matrícula 167. El club al principio era RCS Boussu-Bois; tras una fusión en los 80 cambiaron a R. Francs Borains y desde 2008 como Boussu Dour Borinage.
La toma de posesión desencadenó una serie de cambios en las matrículas. Después de todo, Boussu Dour ponía la condición de encontrar otra matrícula en categorías nacionales para usar, para evitar tener que volver a empezar a jugar en la base de la pirámide del fútbol belga. Tras negociaciones, se encontró la matrícula 5192, que desde 2013 era propiedad de los directivos del FC Charleroi, que también tenían la matrícula 94. Desde el año 2013 había competido Charleroi-Fleurus en Tercera División con matrícula 5192, en 2014 acabaron en puesto de descenso; con el número matrícula 94 pusieron a competir al FC Charleroi en Cuarta División, también descendieron en 2014. Este último continuaría jugando como RC Charleroi-Couillet-Fleurus con matrícula 94 y su  n.º extra 5192 se vendió a Boussu Dour. Boussu Dour siguió con el número 5192 con el antiguo nombre de Francs Borains. El número 167 de Boussu Dour en Segunda División se puso a disposición del Seraing. Se pusieron a competir en Segunda División con el nombre de Seraing United.
En 2015 se cambió el nombre a RFC Seraing, en referencia al desaparecido club histórico. Este nombre no pudo ser usado la temporada anterior, porque había sido usado por otro club hacía menos de 5 años. En 2015, la institución atravesó problemas financieros tras aliarse con la compañía de inversión Doyen Sports, que con esa alianza tuvo poderes en la política de traspasos. De muchas formas, la alianza tenía mucha similitud con la que Doyen tenía en el FC Twente. Seraing fue castigado por FIFA con una multa de 136,000 euros y prohibición de hacer fichajes por cuatro ventanas de mercado. En enero de 2016, la prohibición fue revocada por un juzgado de Lieja. 
En la temporada 2019/20, fue suspendida prematuramente la competición por la pandemia del COVID-19. Dado que KSC Lokeren, KSV Roeselare y Excelsior Virton no recibieron licencia profesional y por tanto fueron descendidos a División 2, varios equipos con licencia profesional fueron ascendidos a Segunda División. Después del campeón KMSK Deinze, RFC Seraing fue el primer equipo en el ranking final que obtuvo licencia profesional, siendo ascendido a Segunda.
En la temporada 2020-21 el club quedó segundo en la clasificación, por lo que disputaría un play-off contra el Waasland-Beveren de Primera por un puesto en la máxima categoría belga. En el partido de ida en Seraing el resultado fue 1-1, en la vuelta Seraing aplastó a Waasland-Beveren a domicilio por 2-5, consiguiendo 25 años después el ascenso a Primera División tras la última aparición del desaparecido RFC Sérésien (17). 
Sin embargo, en la temporada 2022-23 tras una pésima campaña en Primera, en la que ganaron apenas 5 partidos, y un total de 20 puntos, descendieron tras quedar colistas de la tabla. 
En la temporada 2023-24 acabaron en plaza de descenso, pero mantuvieron la categoría debido a la desaparición del KV Oostende por quiebra.

## Temporada a temporada
| Temporada | Nivel | Nivel | Nivel | Nivel | Nivel | División                                              | Puntos                                                | Observaciones |  |
| | I     | I     | II    | III   | IV    |                                                       |                                                       | |  |
| --- | ----- | ----- | ----- | ----- | ----- | ----------------------------------------------------- | ----------------------------------------------------- | --- |  |
| como Seraing United (el número base es la continuación del Boussu Dour Borinage, el club es el sucesor del RFC Sérésien (23)) |       |       |       |       |       |                                                       |                                                       | |  |
| 2014/15 |       |       | 4     |       |       | Segunda División                                      | 61                                                    | |  |
| como RFC Seraing |       |       |       |       |       |                                                       |                                                       | |  |
| 2015/16 |       |       | 11    |       |       | Segunda División                                      | 44                                                    | |  |
| | 1A    | 1B    | 1Am   | 2Am   | 3Am   | desde 2016-17 hay 3 niveles nacionales y 2 regionales | desde 2016-17 hay 3 niveles nacionales y 2 regionales | desde 2016-17 hay 3 niveles nacionales y 2 regionales                                                                   |  |
| 2016/17 |       |       | 7     |       |       | Primera Div. Afic.                                    | 48                                                    | |  |
| 2017/18 |       |       | 5     |       |       | Primera Div. Afic.                                    | 48                                                    | |  |
| 2018/19 |       |       | 7     |       |       | Primera Div. Afic.                                    | 41                                                    | |  |
| 2019/20 |       |       | 3     |       |       | Primera Div. Afic.                                    | 40                                                    | Detenido prematuramente por la crisis del coronavirus, ascendido por denegación de licencia a tres clubes profesionales |  |
| 2020/21 |       | 2     |       |       |       | Segunda División                                      | 52                                                    | Ascenso en play-off contra Waasland-Beveren                                                                             |  |
| 2021/22 | 17    |       |       |       |       | Primera                                               | 28                                                    | |  |
| 2022/23 | 18    |       |       |       |       | Primera                                               | 20                                                    | descenso |  |
| 2023/24 |       | 15    |       |       |       | Segunda División                                      | 28                                                    | |  |
| 2024/25 |       | 14    |       |       |       | Segunda División                                      | 19                                                    | |  |